# “愛してる”のOne Word
「“愛してる”のOne Word」（あいしてるのワン ワード）は、Loveの5枚目のシングル。2010年12月15日に発売。発売元はソニー・ミュージックアソシエイテッドレコーズ。

## 収録曲

### CD
1. “愛してる”のOne Word 
（作詞：Love, タイラヨオ / 作曲：Jeff Miyahara, Yuichi Hayashida）
  - 日本テレビ系「ハッピーMusic」POWER PLAY、日本テレビ系「音龍門」Baby Dragon’s Gate、日本テレビ「iCon」12月エンディングテーマ
2. A Song of Love 
（作詞：小竹正人 / 作曲：Ryoma Kitamuro / 編曲：UTA (TinyVoice, Production)）
  - TBSテレビ「王様のブランチ」エンディングテーマ
3. あなたの言葉 
（作詞：樫田正剛 / 作曲・編曲：h-wonder）
  - 東海テレビ・フジテレビ系ドラマ『天使の代理人』主題
4. “愛してる”のOne Word -Instrumental-
5. A Song of Love -Instrumental-
6. あなたの言葉 -Instrumental-